# 忠誠宣誓 (美國)

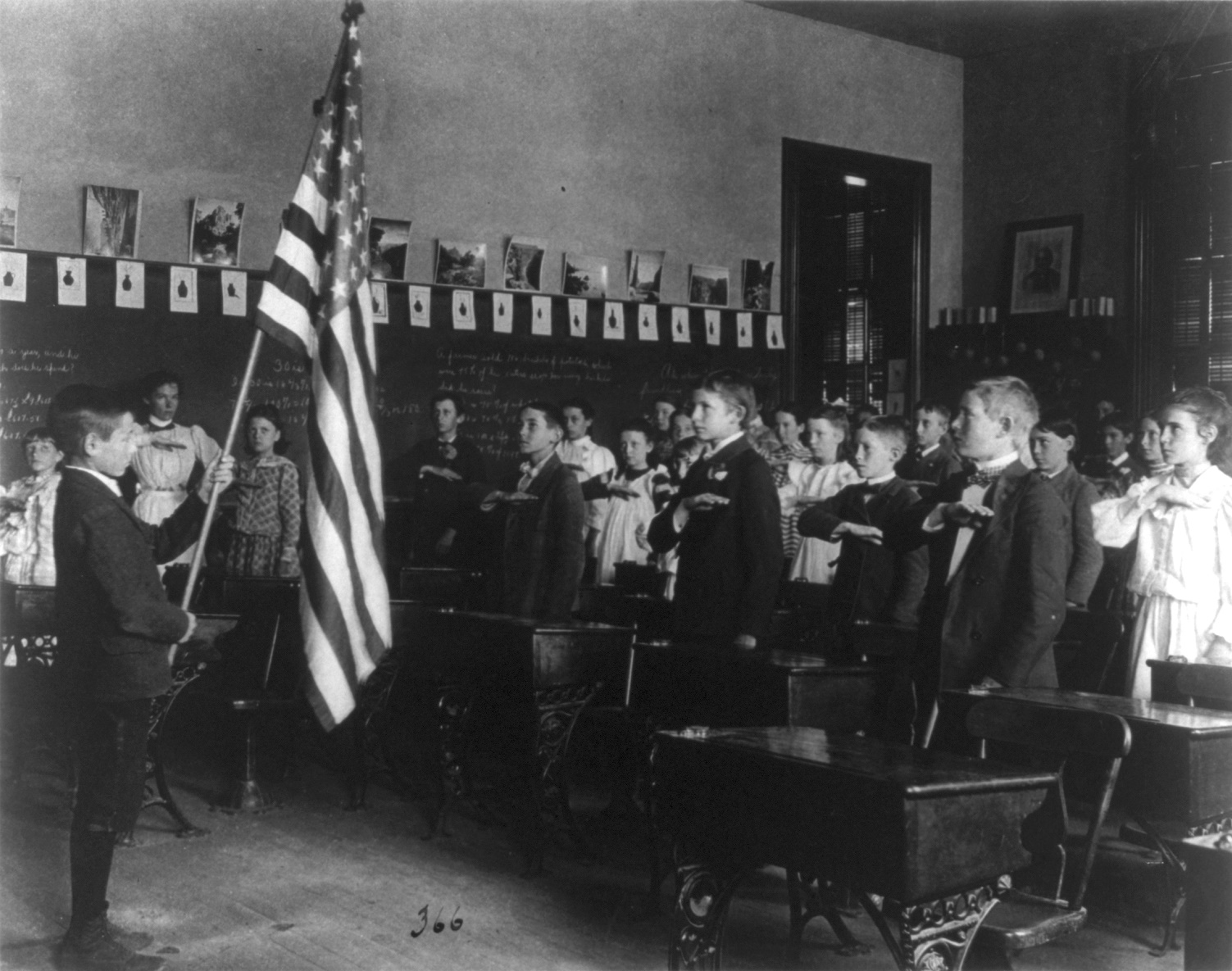
1899年国旗日华盛顿州的学生背诵《忠诚宣誓》

美国的《忠诚宣誓》是指向美國國旗以及美利堅合眾國表達忠誠的誓詞。誓詞最初由巴爾奇·喬治·柴契爾上尉（Captain George Thatcher Balch）所寫，後經弗朗西斯·貝拉米修改，並於1942年被美國國會採納。至今為止，該誓詞一共被修改過4次。
每次國會開會前，都會進行集體宣誓。很多地方州政府、當地市、縣政府、私人機構的會議開始前也會這樣做。雖然美國最高法院于西弗吉尼亚州教育委员会诉巴内特案中裁決在某些情況下，學生可以拒絕宣誓而不會受到懲罰，但不少學校每天都會要求學生進行宣誓。除了夏威夷州、爱荷华州、佛蒙特州和怀俄明州外，美国其他州份都会在上课前留出时间供学生进行宣誓。有些州还会在宣誓完毕后追加州旗效忠宣誓，例如俄亥俄州和德克萨斯州。
根據《美國國旗法》，該誓言內容如下：
"I pledge allegiance to the Flag of the United States of America, and to the republic for which it stands, one Nation under God, indivisible, with liberty and justice for all."
「我宣誓忠诚于美利堅合眾國之國旗以及它所代表的共和國，上帝之下的单一國度，不可分裂，自由正义全民皆享。」
根據國旗法，宣誓及升國旗時「應該面對國旗立正，將右手置於心胸位置。當沒有穿著制服時，應用右手摘除任何非宗教的頭飾並放置於左肩，手置於心胸前。穿著制服的人士保持肅靜，面對旗幟，行軍禮。」

## 變更
1923年，全國國旗會議將宣誓中的「我的國旗」改為「合眾國國旗」，以幫助新移民區分自己出生國的旗幟和美國國旗。一年後，宣誓加上「美利堅」。1942年6月22日，美國國會第一次官方承認該宣誓誓詞為以下形式：
I pledge allegiance to the flag of the United States of America, and to the Republic for which it stands, one Nation indivisible, with liberty and justice for all.
我宣誓忠诚于美利堅合眾國之國旗以及它所代表的共和國，单一国度，不可分裂，自由正义全民皆享。

### 添加「上帝之下」
來自伊利諾伊州的律師路易斯A.鮑曼首先提出在誓詞中添加「上帝之下」（under God）。美国革命女儿会為他這個原創的做法授予他一個優異獎。他的成人歲月生活在芝加哥地區，並擔任美國革命子弟會伊利諾伊州分會的牧師。在1948年2月12日第16任美國總統亞伯拉罕·林肯誕辰的一個會議上，他帶領分會成員宣讀添加了「上帝之下」字眼的誓詞。他表示這個詞來自林肯的葛底斯堡演說。雖然不是所有葛底斯堡演說的手稿版本都包含「上帝之下」的字眼，但所有記者的報導當中卻有。很可能是因為林肯在按照準備好的稿子演講的時候添加了一句「所有的國家，上帝之下，都應該擁有新生的自由」。此後鮑曼在其他所有的會議中都重複這個被他修改過的誓詞。於1954年美國國會正式加上「上帝之下」的字眼，成為美國的宣誓誓言。

## 争议
1940年，美國最高法院在《Minersville學校訴Gobitis》一案中裁決公立學校的學生，包括本案的信仰耶和華見證人並對行旗禮持崇拜感受的被告，可以被迫要求進行宣誓效忠。在這個裁決之後，針對耶和華見證人的暴力襲擊開始增加。
1943年，時逢民主黨小羅斯福總統就任時，美國最高法院推翻此前的判決，在《西維吉尼亞州教育董事會訴巴內特》一案中表示，公立學校的學生無須被要求宣誓效忠，其結論認為「強制性的統一意見」違反了《美國憲法第一修正案》，即涉限制言論自由。在此後的意見中，法院維持了學生無須被要求進行宣誓效忠。
此外，在1954年正式加上「上帝之下」（under God）的字眼，作為美國的誓言後，曾有民權組織挑戰相關字眼，但最後均敗訴。最高法院並認為，有關誓詞的內容，「上帝之下」的上帝（God）不涉及宗教（God一詞不一定意會為基督教的神，例如美國原住民信仰的本土神靈也可意指為God，故最高法院認為God可被理解為不特定宗教的神靈或造物主），適用於《美國憲法第一修正案》，不涉及設立國教或限制宗教自由的條款。